# قصر حلابات
قصر حلابات (به عربی: قصر الحلابات) یک شهر در اردن است که در استان زرقاء واقع شده‌است. پس از بنای یک قلعه در زمان اموی در آنجا، شهر به نام قصر حلابات نام گرفت. از نمای شرق قلعه امویان، یک بیننده می‌تواند قصر حمام صرح را مشاهده کند.

## نگارخانه

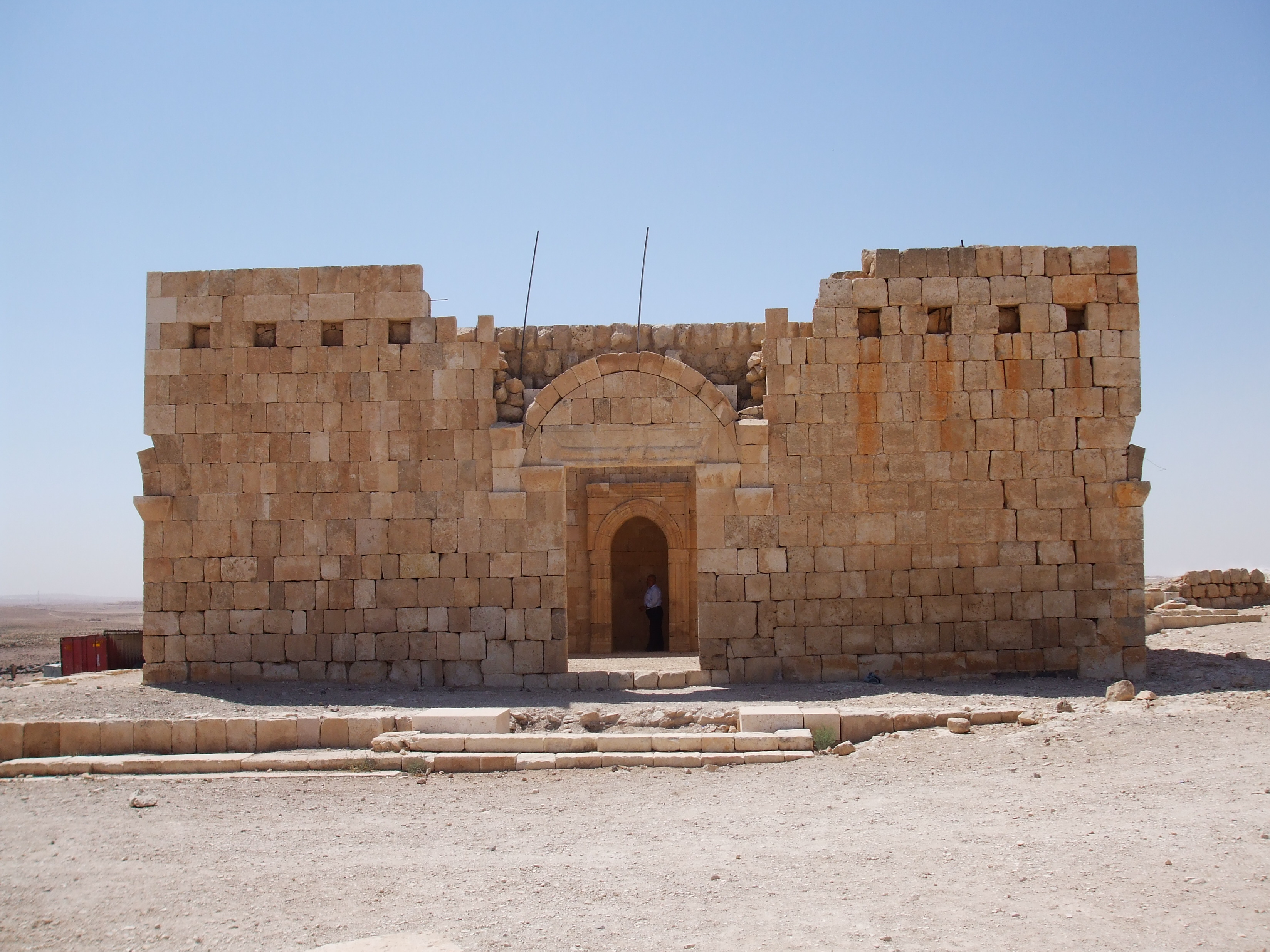
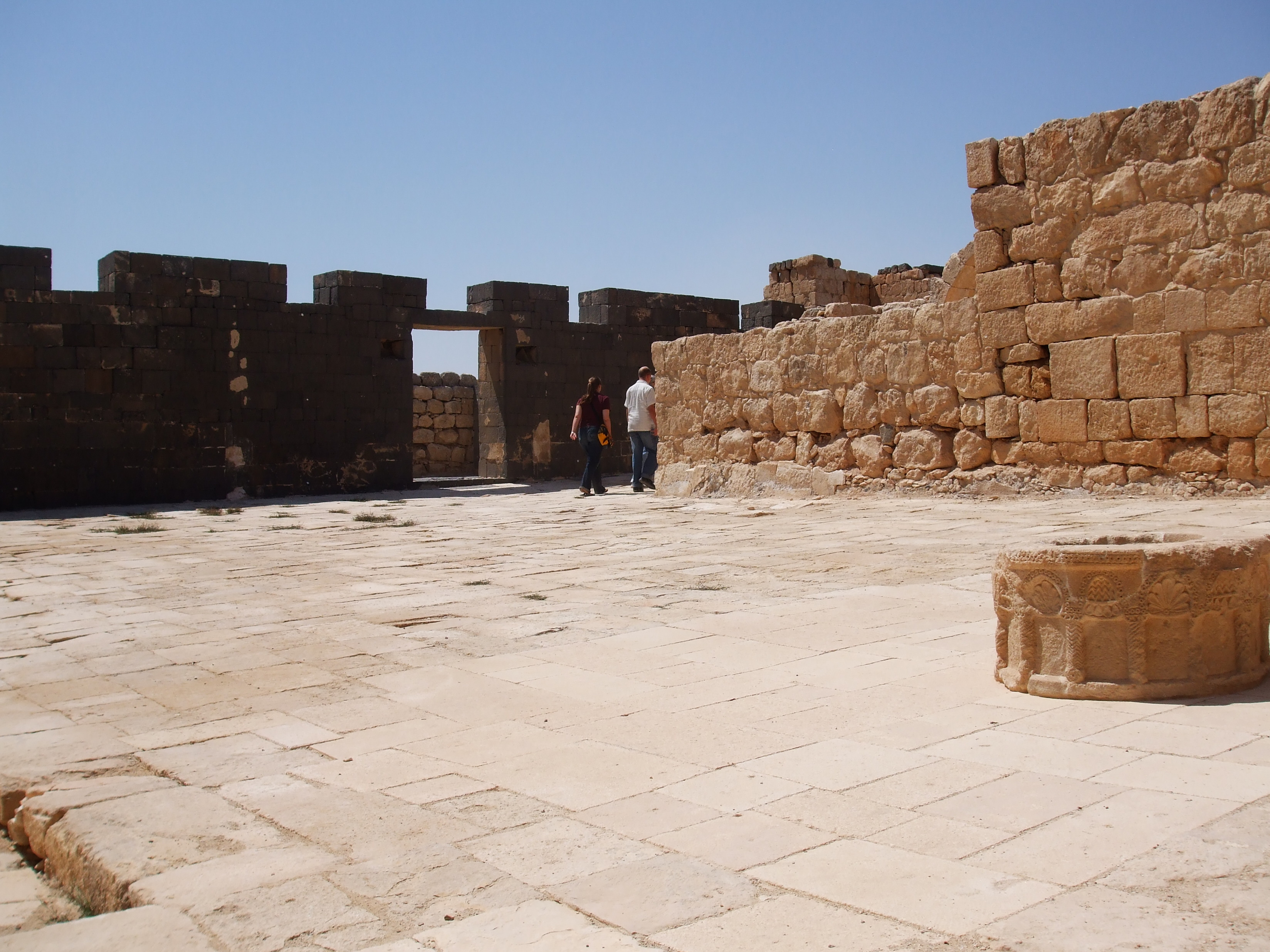
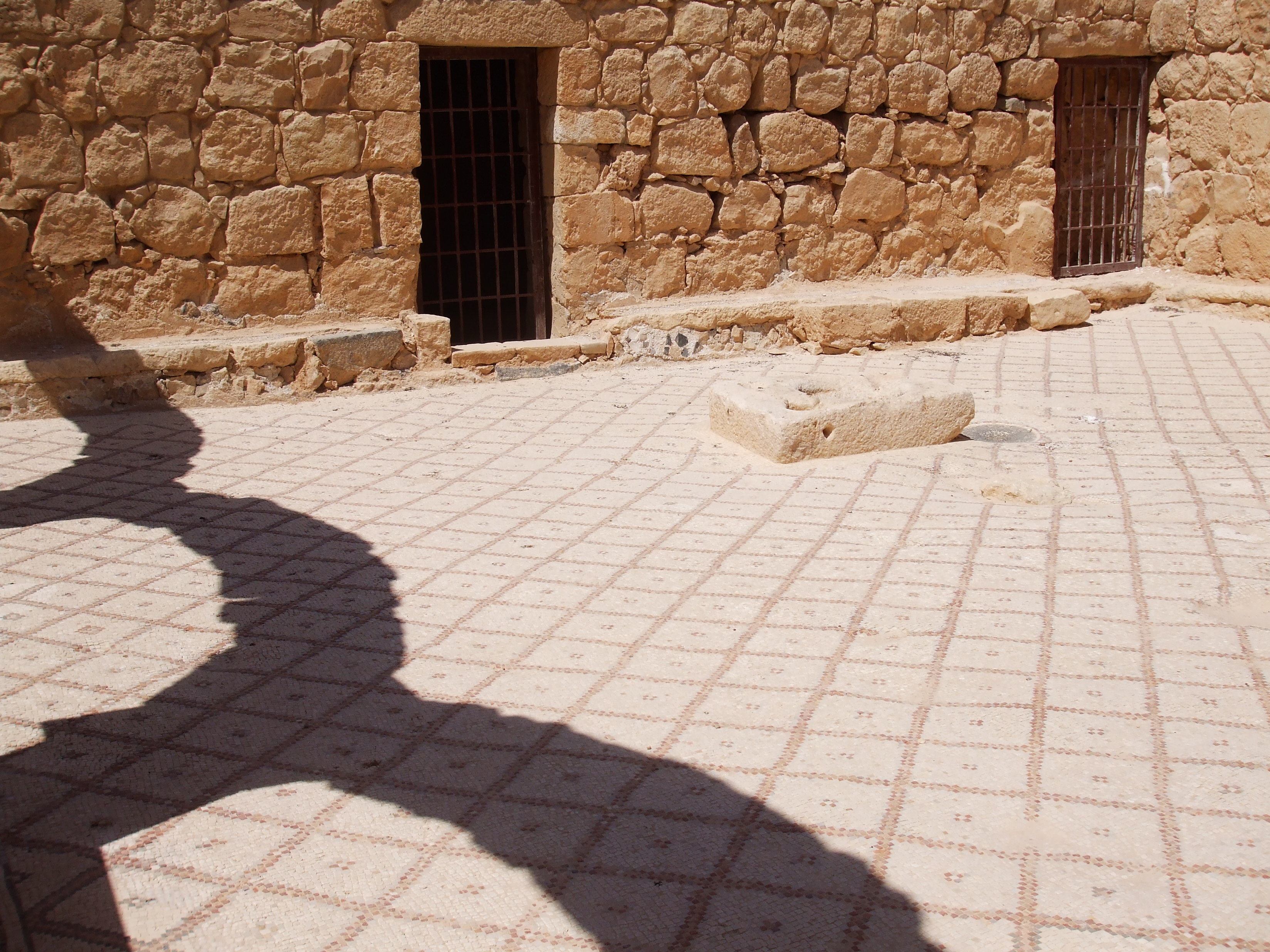
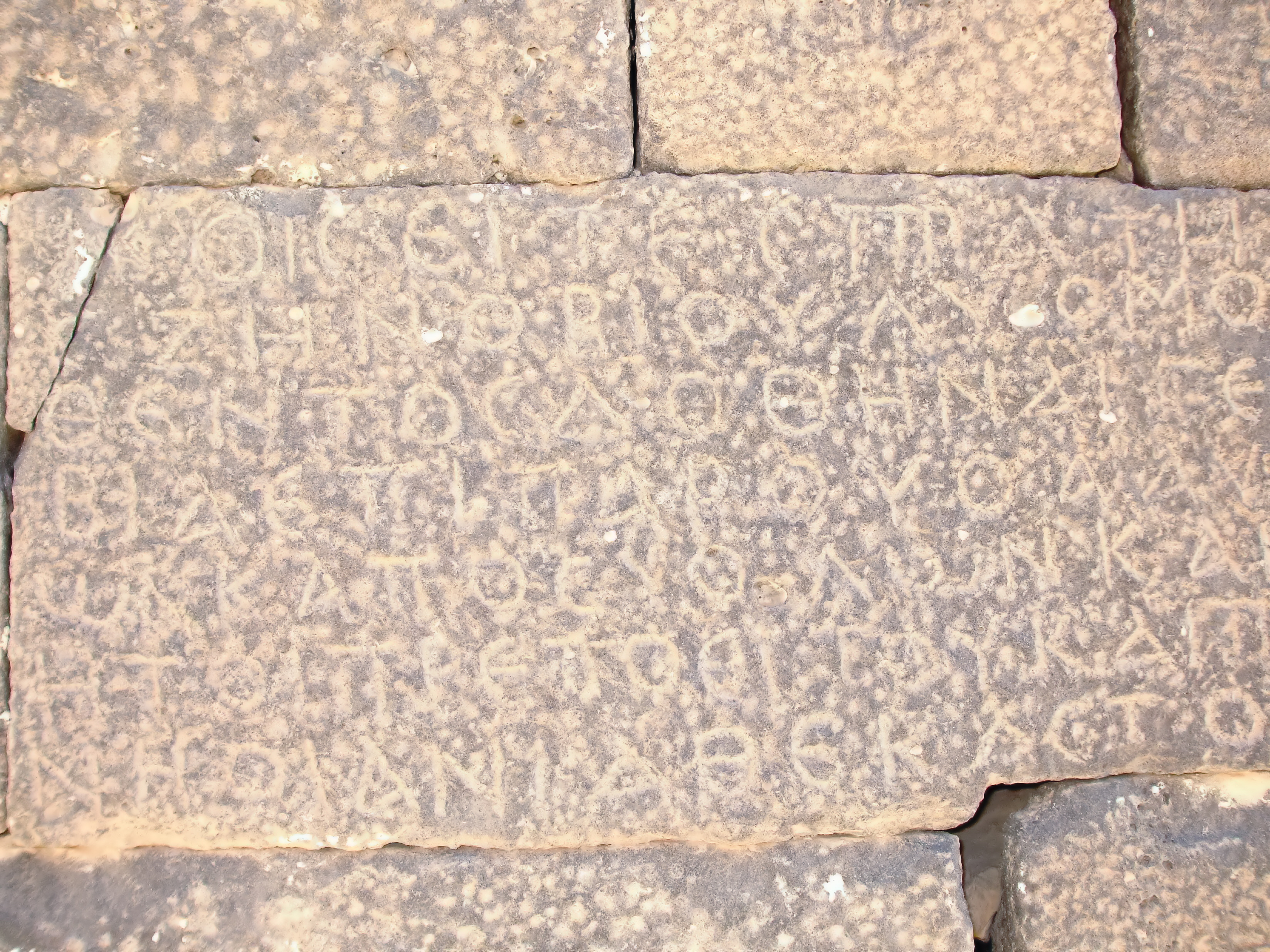